# 포보스 (신화)

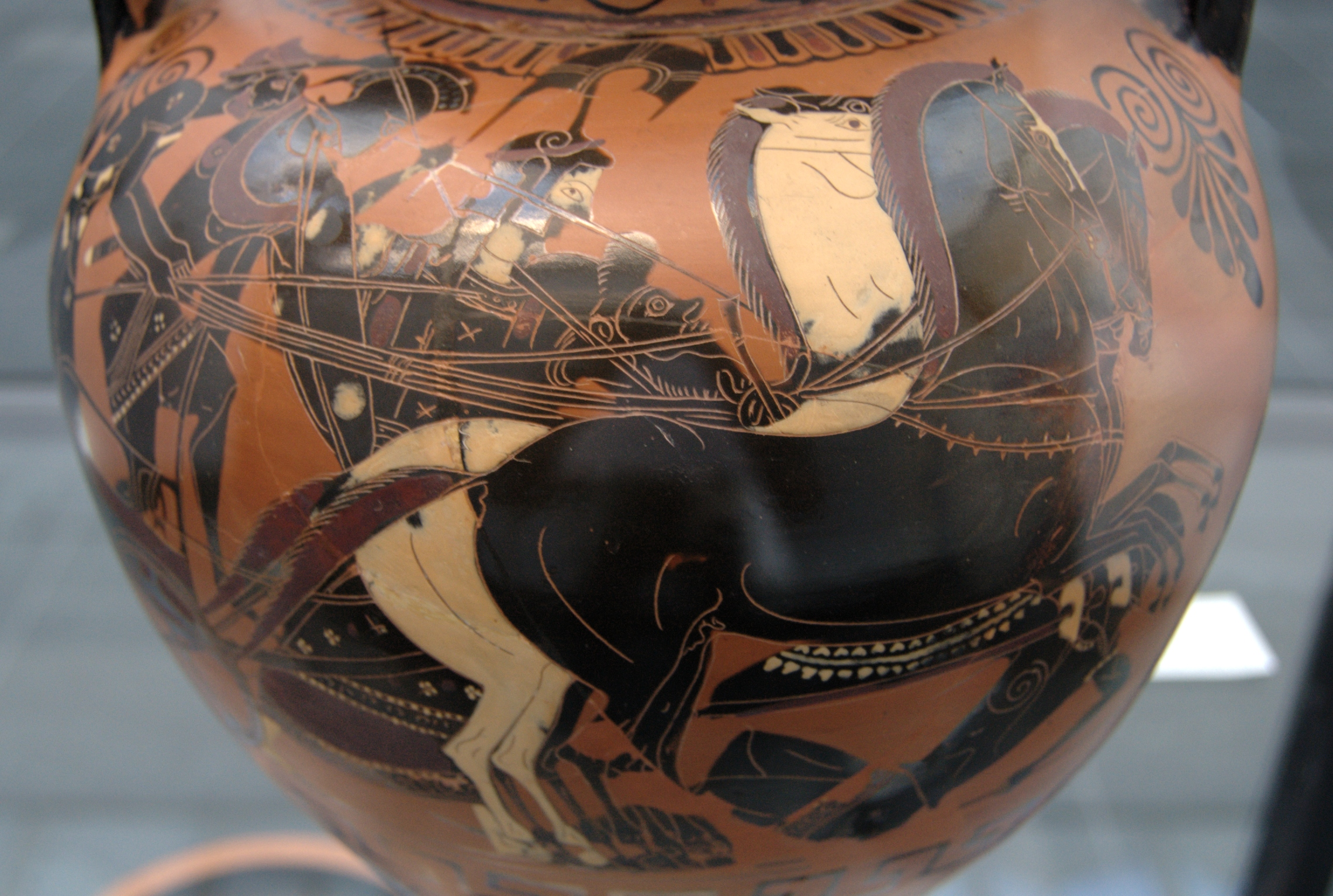

포보스(고대 그리스어: Φόβος)는 그리스 신화에서 공포의 남신이다. 군신(軍神)아레스와 아프로디테의 아들이다. 그의 아버지와 쌍둥이 데이모스와 함께 전투에 나간 것으로 알려져 있다. 두려움을 의인화한 신으로서 아레스가 치솟는 분노를 이기지 못해 사람들을 살육하는 현장에 늘 모습을 나타냈다고 한다.로마 신화의 티모르와 동일시된다.

## 같이 보기
- 아레스
- 포보스 (위성)
- 데이모스 (신화)